# Les nits àtiques
Les nits àtiques (en llatí: Noctes Atticae) és l'única obra coneguda de l'escriptor romà Aulus Gel·li, datada durant l'imperi de Marc Aureli (161-180). El títol de l'obra fa referència al fet que la va començar a escriure les llargues nits d'un hivern que va passar a Àtica que va acabar més tard a Roma. Gel·li hi va aplegar informació sobre diferents temes que li cridaren l'atenció: hom hi pot trobar faules com la d'Àndrocle, història de Roma i Grècia, anècdotes i qüestions de gramàtica, geometria i filosofia...

## Descripció
L'obra està dividida en vint llibres. El vuitè llibre és l'únic del qual s'ha perdut el text i només se'n conserva l'índex. L'estructura no segueix un criteri d'ordenació aparent. Estilísticament, el to utilitzat és el que seria propi d'un erudit, encara que el text és alhora entretingut i informatiu. L'obra està escrita en un estil menys pompós que el del seu amic Frontó. L'exposició és senzilla, però transmet l'entusiasme de l'autor en la descoberta d'informació poc coneguda. El punt de vista narratiu és subjectiu quan expressa la seva opinió sobre la superioritat de la civilització romana sobre la grega. El valor de les Nits Àtiques rau en la descripció de la societat i interessos del seu temps, i per les citacions d'obres perdudes d'autors antics.
L'obra era molt ben considerada ja en l'edat mitjana. L'edició prínceps es va publicar a Roma l'any 1469 per iniciativa de l'humanista Giovanni Andrea Bussi, amb assistència de Teodor Gaza per als temes grecs. Considerada com una obra ante litteram, és a dir, de lectura obligada per tot aquell qui volgués ser una persona culta, va ser molt editada a diferents països durant el Renaixement. La primera edició que comenta les Nits Àtiques és la de l'escriptor Jakob Gronovius, publicada a Leiden el 1706. Entre les edicions destacades hi ha la de M. Hertz, publicada a Berlín entre els anys 1883–85, que també en va fer una edició reduïda el 1886, revisada per C. Hosius el 1903 afegint-hi bibliografia. Una altra publicació d'èxit va ser la que només contenia seleccions del text original, amb traducció a l'anglès, publicada per Nall a Londres el 1888. Les Nits Àtiques compta amb traducció completa a l'anglès de 1795 ençà i al francès de 1896.
La primera traducció (parcial) de l'obra fou publicada per la Fundació Bernat Metge, en una edició bilingüe editada i traduïda de Cebrià Montserrat, que sortí a la llum el 1930. El segon volum fou publicat poc més tard, però el tercer volum (que acaba al llibre IX) no fou publicat fins força més tard, en edició de Vicent Ferrís i Miquel Dolç. Per ara, la Fundació no ha publicat més volums de l'obra. El 1997 l'editorial la Magrana en publicà una traducció completa, obra d'Albert Andrade i Bàrbara Matas.